# Bryum bourgeanum
Bryum bourgeanum là một loài rêu trong họ Bryaceae. Loài này được Cardot mô tả khoa học đầu tiên năm 1909.